# Akron (företag)
AB Akronmaskiner är ett privatägt aktiebolag beläget utanför Järpås i Lidköpings kommun. Bolaget verkar inom flera affärsområden, tillverkar och säljer:
- Utrustning för spannmålshantering och foderberedning så som torkar, pannor, lagring, in-/utlastning, transportörer, elevatorer, kvarnar, krossar, blandare, portar mm.
- Utrustning för flis- och pelletshantering som pelletsfickor, flistorkar, flispannor, kvarnar, transportörer mm.
- Fläktar för industri, tork- och kylprocesser, lantbruk, gruvor, tunnlar etc. Axial-, radial-, stoftavskiljnings- och rökgasfläktar.
- Elmotorer och generatorer.

2015 (04) hade bolaget 68 anställda och en omsättning på 88 549 tkr. Akron ingår tillsammans med bl.a. Rekordverken Sweden AB i Runstenengruppen.

## Historik[3]
1935 startade bröderna Åke och Helge Abelsson cykelverkstad på föräldragården i Järpås på den bördiga västgötaslätten mellan Lidköping och Vara. Ganska snart gick man över till bil- och traktorreparationer.
1939 uppfördes en ny verkstad där man började producera utrustning för jordbruket. Den första större serietillverkningen gällde handredskap, bl.a. hackor. Som mest tillverkades ca 35.000 redskap varje år.
1946 introducerades en ny produkt; skärmaskiner för halm och grönfoder. Trots att skärmaskinen blev lite av en dagslända, tillverkningen upphörde redan på 1950-talet, hann den bli mycket omtyckt och reservdelar såldes i mer än trettio år.
Familjeföretagets produkter salufördes redan i början av 1950-talet under namnet Akron. 1963 tog man steget fullt ut och ändrade firmanamn till Akronmaskiner.
I mitten på 1950-talet började utvecklingen av flera av de produkter som Akron marknadsför än idag. Man var tidigt ute med tillverkning av skruvtransportörer, de första presenterades redan 1954. Tillverkning av propellerfläktar, ett annat exempel som finns kvar i dagens utbud, satte igång 1957. Med fläktarna kom kunskap om luftströmning och värme, det dröjde bara ett år tills den första spannmålstorken såg dagens ljus 1958. Än idag levereras kompletta tork- och lagerhus från Akronmaskiner. Elmotorer behövdes för maskinerna och som mest importerade Akron ca 50.000 motorer per år. Under ca 25 år sköttes motorimporten av dotterföretaget Jansin AB.
1969 sålde Åke och Helge Abelsson verksamheten. Sven-Johan Persson som, med sitt kunnande inom lantbrukets maskinteknik, hade hjälpt bröderna med produktutveckling var naturlig köpare och drev företaget vidare och var aktiv ända fram till sin bortgång 2015. 2015 är sonen Erik Hellsvik VD för företaget.